# 肖恩·莫瑞
肖恩·迈克尔·莫瑞 （英語：Sean Michael Murray，1993年10月11日—），是一名愛爾蘭職業足球運動員，司職中場，效力於愛爾蘭超級足球聯賽球會鄧達克。

## 球會生涯
肖恩·莫瑞生於赫特福德郡阿伯茨兰利。2002年，9歲的他便加入沃特福德的青年梯隊。雖然受到曼城的青睞，但他選擇在2010年7月與沃特福德簽下職業合約，根據英格蘭足球總會規定，該合約在他17歲生日才生效。2011年4月30日對女王公园巡游者的比賽中，莫瑞以替補球員身份首次在職業比賽中上場，球隊以2-0落敗。在下星期對已篤定降級的普雷斯顿比賽中，莫瑞首次以先發身份上場。沃特福德教練马尔基·马凯在季後離隊，繼任的肖恩·戴彻在2011/12球季上半季只給予莫瑞一次比賽機會，在對诺丁汉森林賽事中90分鐘替補上場。
2012年1月27日英格蘭足總盃對熱刺的比賽中，莫瑞出乎意料地以先發身份上場並差點取得進球，他的射門被門柱拒絕，而球隊亦以1-0戰敗出局。之後莫瑞奠定了在球隊的位置，三週後對莱斯特城比賽中取得首個職業進球，主射自由球擊中球員改變方向入網。莫瑞在球季餘下的賽事都有穩定的比賽時間，7場4球的良好狀態使他當選為英格蘭足球聯賽三月份最佳年青球員，之後他亦當選為該球季球會最佳年青球員。
2012/13球季，新教練吉安弗蘭科·佐拉上任，莫瑞整個賽季只在聯賽上場15次及打進1球。2013/14球季，莫瑞奠定了自己在球隊的先發位置，8月6日英格蘭聯賽盃對布里斯托尔流浪者賽事中梅開二度，助球隊以3-1晉級。莫瑞擅長遠射，在10月28日和2月8日對布莱顿和莱斯特城比賽中均以遠射取得進球。

## 國家隊生涯
雖然莫瑞在英格蘭出生，但他祖父母是愛爾蘭人，因此他有資格及選擇代表愛爾蘭。2011年夏天，他代表愛爾蘭U19參加歐洲U-19足球錦標賽。2012年9月，他首次代表愛爾蘭U21，在該場對意大利U21賽事中取得首個U21國家隊進球。

## 外部連結
- 足球数据库：肖恩·莫瑞的球员统计数据